# Natalie Dormer
Natalie Dormer (Reading, 11 februari 1982) is een Britse actrice. Zij volgde een opleiding aan de 'Webber Douglas Academy of Dramatic Art' in Londen. Dormer is vooral bekend voor haar rollen als Anne Boleyn in de televisieserie The Tudors en als Margaery Tyrell in de televisieserie Game of Thrones. Dormer is vijf keer genomineerd voor de Gemini Award en heeft één keer gewonnen.

## Filmografie
- Casanova als Victoria (2005)
- Rebus als Phillippa Balfour (2006)
- Flawless als Cassie (2007)
- The Tudors als Anne Boleyn (televisieserie, 2007-2010)
- City of Life als Olga (2009)
- Silk als Niamh Cranitch (televisieserie, 2011)
- Captain America: The First Avenger als Lorraine (2011)
- W.E. als Elizabeth Bowes-Lyon (2011)
- The Fades als Sarah (televisieserie, 2011)
- Game of Thrones als Margaery Tyrell (televisieserie, 2012-2016)
- A Long Way from Home als Suzanne (2013)
- Elementary als Irene Adler (televisieserie, 2013-2015)
- Rush als verpleegster Gemma (2013)
- The Counselor als Blonde (2013)
- The Riot Club als Charlie (2014)
- The Hunger Games: Mockingjay - Part 1 als Cressida (2014)
- The Hunger Games: Mockingjay - Part 2 als Cressida (2015)
- The Scandalous Lady W als Seymour Worsley (2015)
- The Forest als Sara en Jess Price (2016)
- In Darkness als Sofia (2018)
- Picnic at Hanging Rock als Mrs. Hester Appleyard (2018)
- The professor and the madman als Eliza Merritt (2019)
- The Dark Crystal: Age of Resistance als Onica (stem in televisieserie, 2019)

- Bibsys: 14015639
- Gemeinsame Normdatei: 1061272168
- International Standard Name Identifier: 0000 0000 4728 9738
- Library of Congress Control Number: no2008178704
- MusicBrainz: 03cf7e4d-e9f1-44ad-95ec-7534e08c7bdb
- Nationale Bibliotheek van Tsjechië: xx0144911
- Nationale Bibliotheek van Israël: 987007344538005171
- Système universitaire de documentation: 134013662
- Virtual International Authority File: 66299283
- WorldCat: E39PBJjMCfr9JYCCMpTYQ93WjC